# Kup Maršala Tita 1977-1978
La Kup Maršala Tita 1977-1978 fu la 30ª edizione della Coppa di Jugoslavia. Migliaia di squadre parteciparono alle qualificazioni che portarono alle 32 che presero parte alla coppa vera e propria.
Il detentore era l'Hajduk Spalato, che in questa edizione uscì ai quarti di finale.
Il trofeo fu vinto dal Rijeka, che sconfisse in finale il FK Trepča. Per i fiumani fu il primo titolo in questa competizione.

Il successo diede al NK Rijeka l'accesso alla Coppa delle Coppe 1978-1979.
Il Partizan, vincitore del campionato, venne eliminato al primo turno dai futuri vincitori.

## Qualificazioni
```
Queste una delle partite della Coppa di 
Voivodina
 del 
Proleter Zrenjanin
.
[
3
]

Bačka Subotica - Proleter           2-0
```

## Squadre qualificate
Le 18 partecipanti della Prva Liga 1976-1977 sono qualificate di diritto. Le altre 14 squadre (in giallo) sono passate attraverso le qualificazioni.

### Calendario
| Turno                | Gare        | Date             | Numero gare | Riduzione squadre |
| -------------------- | ----------- | ---------------- | ----------- | ----------------- |
| Sedicesimi di finale | Gara unica  | 7 settembre 1977 | 16          | 32 → 16           |
| Ottavi di finale     | Gara unica  | 26 ottobre 1977  | 8           | 16 → 8            |
| Quarti di finale     | Gara unica  | 26 febbraio 1978 | 4           | 8 → 4             |
| Semifinali           | Gara unica  | 29 marzo 1978    | 2           | 4 → 2             |
| Finale               | Da definire | 24 maggio 1978   | 1           | 2 → 1             |

In finale, dal 1969 al 1986, vigeva la regola che:
- Se fossero giunte due squadre da fuori Belgrado, la finale si sarebbe disputata in gara unica nella capitale.
- Se vi fosse giunta una squadra di Belgrado, la finale si sarebbe disputata in due gare, con il ritorno nella capitale.
- Se vi fossero giunte due squadre di Belgrado, si sarebbe sorteggiato in quale stadio disputare la gara unica.
- La finale a Belgrado si sarebbe disputata il 24 maggio, in concomitanza con la festa per la Giornata della Gioventù (25 maggio).

## Sedicesimi di finale
| Squadra 1            | Risultato        | Squadra 2               |                                                                                |
| -------------------- | ---------------- | ----------------------- | ------------------------------------------------------------------------------ |
| 7 settembre 1977     | 7 settembre 1977 | 7 settembre 1977        | Marcatori                                                                      |
| (3) Bačka Subotica   | 0 – 1            | NK Zagabria (1)         | Kovačić                                                                        |
| (1) Borac Banja Luka | 6 – 3            | Željezničar (2)         | Kovačević 3, Vidačak rig., Marjanović, Ibrahimbegović (B); Bukal 2, Odović (Ž) |
| (2) Borac Čačak      | 2 – 1            | Vardar (2)              | Ćirković rig., B.Čakarević (B); M.Spasovski (V)                                |
| (1) Stella Rossa     | 6 – 3            | Solin (3)               | Filipović 3, Bogićević 2, Šestić (SR); Boban 2, Radić (S)                      |
| (2) Dinamo Vinkovci  | 2 – 1            | Tekstilac Odžaci (3)    | I.Radić, Bogdan (D); J.Feger (T)                                               |
| (1) Dinamo Zagabria  | 3 – 1            | Radnički Niš (1)        | Cerin, Bogdan, Senzen (D); Panajotović (R)                                     |
| (3) Bor              | 3 – 1            | Slaven Koprivnica (4)   | D.Nikolić, Vitanović rig., Brkić (B); B.Sabolić rig. (S)                       |
| (1) Sarajevo         | 3 – 1            | Budućnost (1)           | Repčić, Vidaković, Hodžić (S); Radinović (B)                                   |
| (2) Jedinstvo Bihać  | 2 – 1            | OFK Belgrado (1)        | Radočaj, Piralić (J); Džaferović aut. (O)                                      |
| (2) Leotar           | 0 – 2            | Hajduk Spalato (1)      | Rukljač rig., B.Đorđević                                                       |
| (1) Rijeka           | 1 – 0            | Partizan (1)            | Kustudić                                                                       |
| (1) Olimpia Lubiana  | 4 – 0            | Maribor (2)             | Dogandžić rig., Komljenović, Perduv, Hristovski                                |
| (2) Sutjeska         | 0 – 0 (4-5 dtr)  | Sloboda Tuzla (1)       |                                                                                |
| (1) FK Trepča        | 1 – 0            | Napredak Kruševac (2)   | Mušikić                                                                        |
| (1) Velež Mostar     | 3 – 1            | Čelik Zenica (1)        | Halilhodžić 2, Slišković (V); Spasojević (Č)                                   |
| (1) Vojvodina        | 1 – 0            | Radnički Kragujevac (2) | Nikezić                                                                        |

## Ottavi di finale
| Squadra 1           | Risultato       | Squadra 2            |                            |
| ------------------- | --------------- | -------------------- | -------------------------- |
| 26 ottobre 1977     | 26 ottobre 1977 | 26 ottobre 1977      | Marcatori                  |
| (2) Dinamo Vinkovci | 0 – 1           | Rijeka (1)           | Radović                    |
| (1) Dinamo Zagabria | 2 – 0           | Jedinstvo Bihać (2)  | Vabec rig., Bonić          |
| (1) Hajduk Spalato  | 3 – 0           | Stella Rossa (1)     | Čop, Šurjak, Jerković      |
| (1) NK Zagabria     | 3 – 0           | Sarajevo (1)         | Čopor, Kovačić rig., Kafka |
| (1) Olimpia Lubiana | 0 – 0 (3-5 dtr) | FK Trepča (1)        |                            |
| (1) Sloboda Tuzla   | 1 – 1 (4-6 dtr) | Borac Čačak (2)      | Geca (S); Dunjić (B)       |
| (1) Velež Mostar    | 2 – 0           | Bor (3)              | Matijević, Šipka aut.      |
| (1) Vojvodina       | 2 – 0           | Borac Banja Luka (1) | Anikić, Nikezić            |

## Quarti di finale
| Squadra 1           | Risultato        | Squadra 2        |                                          |
| ------------------- | ---------------- | ---------------- | ---------------------------------------- |
| 26 febbraio 1978    | 26 febbraio 1978 | 26 febbraio 1978 | Marcatori                                |
| (2) Borac Čačak     | 0 – 1            | FK Trepča (1)    | Stolić                                   |
| (1) Dinamo Zagabria | 3 – 2            | Vojvodina (1)    | Bogdan, Bručić, Tukša (D); Nikezić 2 (V) |
| (1) Hajduk Spalato  | 0 – 1            | Rijeka (1)       | Kustudić rig.                            |
| (1) NK Zagabria     | 0 – 1            | Velež Mostar (1) | Slišković                                |

## Semifinali
| Squadra 1     | Risultato       | Squadra 2           |                                                    |
| ------------- | --------------- | ------------------- | -------------------------------------------------- |
| 29 marzo 1978 | 29 marzo 1978   | 29 marzo 1978       | Marcatori                                          |
| (1) Rijeka    | 3 – 1           | Velež Mostar (1)    | Kustudić, Desnica rig., Ružić (R); Halilhodžić (V) |
| (1) FK Trepča | 0 – 0 (5-4 dtr) | Dinamo Zagabria (1) |                                                    |

## Finale
| Arbitro: | Radmilo Ristić (Belgrado) |

|             |           |  |
| Radović 91’ | Marcatori |  |

| Rijeka | Trepča |

|                     |    |                   |          |
|                     |    |                   |          |
| P                   | 1  | Radojko Avramović |          |
| D                   | 2  | Sergio Machin     |          |
| D                   | 3  | Miloš Hrstić      |          |
| D                   | 4  | Nikica Cukrov     |          |
| D                   | 5  | Zvjezdan Radin    |          |
| D                   | 6  | Srećko Juričić    |          |
| C                   | 7  | Salih Durkalić    |          |
| A                   | 8  | Milan Radović     | Uscita   |
| A                   | 9  | Miodrag Kustudić  |          |
| C                   | 10 | Milan Ružić       |          |
| A                   | 11 | Damir Desnica     |          |
| A disposizione:     |    |                   |          |
| A                   | ?  | Zoran Šestan      | Ingresso |
| Allenatore:         |    |                   |          |
| Dragutin Spasojević |    |                   |          |

|                 |    |                   |          |
|                 |    |                   |          |
| P               | 1  | Dragan Mutibarić  |          |
| D               | 2  | Dragoljub Ljiljak |          |
| D               | 3  | Fikret Grbović    |          |
| D               | 4  | Rafet Prekazi     |          |
| D               | 5  | Erdogan Celina    |          |
| D               | 6  | Fisnik Ademi      |          |
| C               | 7  | Miodrag Radojević | Uscita   |
| C               | 8  | Ramadan Cimili    | Uscita   |
| A               | 9  | Miško Stolić      |          |
| C               | 10 | Raif Haxha        |          |
| C               | 11 | Ilija Savović     |          |
| A disposizione: |    |                   |          |
| C               | ?  | Ljubomir Radević  | Ingresso |
| C               | ?  | Vahedin Ajeti     | Ingresso |
| Allenatore:     |    |                   |          |
| Husni Madjuni   |    |                   |          |